# Definitely Maybe
Definitely Maybe – debiutancki album brytyjskiego zespołu Oasis, który wydany został w 1994 roku.

## Lista utworów
1. "Rock 'N' Roll Star" – 5:22
2. "Shakermaker" – 5:08
3. "Live Forever" – 4:36
4. "Up in the Sky" – 4:28
5. "Columbia – 6:17
6. "Supersonic" – 4:43
7. "Bring It on Down" – 4:17
8. "Cigarettes & Alcohol" – 4:49
9. "Digsy's Dinner" – 2:32
10. "Slide Away" – 6:32
11. "Married with Children" – 3:11

- Vinylowa wersja płyty zawiera piosenkę "Sad Song" jako utwór szósty
- Oryginalne australijskie wydanie płyty zawiera bonusowa płytę z piosenkami "Whatever", "(It's Good) To Be Free" oraz "Half The World Away"
- Oryginalne japońskie wydanie zawiera piosenki "Cloudburst" (jako utwór czwarty) oraz "Sad Song" (jako szósty)

## Single
- 1994 Supersonic (#31 UK)
- 1994 Shakermaker (#11 UK)
- 1994 Live Forever (#10 UK)
- 1994 Cigarettes & Alcohol (#7 UK)

## Skład
- Liam Gallagher – śpiew
- Noel Gallagher – gitara prowadząca, śpiew
- Paul „Bonehead” Arthurs – gitara rytmiczna
- Paul McGuigan – gitara basowa
- Tony McCarroll – bęben